# Physiculus normani
Physiculus normani är en fiskart som beskrevs av Brüss, 1986. Physiculus normani ingår i släktet Physiculus och familjen Moridae. Inga underarter finns listade i Catalogue of Life.